# Aloe parvicoma
Aloe parvicoma é uma espécie de liliopsida do gênero Aloe, pertencente à família Asphodelaceae.